# Apple Creek
Apple Creek est un village du canton d'East Union, dans le comté de Wayne, dans l’Ohio, aux États-Unis. La population était de 1 173 habitants au recensement de 2010.